# Verquigneul
Verquigneul est une commune française située dans le département du Pas-de-Calais en région Hauts-de-France. Ses habitants sont appelés les Verquigneulois et Verquigneuloises. La commune comptait en 2020, 2021 habitants
En 1990, cette commune fusionne avec celle de Béthune, mais la fusion est annulée en 2008.
La commune fait partie de la communauté d'agglomération de Béthune-Bruay, Artois-Lys Romane qui regroupe 100 communes et compte 275 327 habitants en 2021.

## Géographie

### Localisation
Localisée dans l'est du département du Pas-de-Calais, Verquigneul est une commune drainée par la Loisne et limitrophe, au nord-ouest, de la commune de Béthune (aire d'attraction et chef-lieu d'arrondissement).
Le territoire de la commune est limitrophe de ceux de cinq communes.
Les communes limitrophes sont Beuvry, Nœux-les-Mines, Béthune, Labourse et Verquin.

### Géologie et relief
La superficie de la commune est de 3,54 km2 ; son altitude varie de 19  à   37 mètres.

### Hydrographie
Le territoire de la commune est situé dans le bassin Artois-Picardie.
La commune est traversée par la Loisne, cours d'eau naturel de 10,52 km, qui prend sa source dans la commune de Hersin-Coupigny et se jette dans le canal de Beuvry au niveau de la commune de Beuvry.

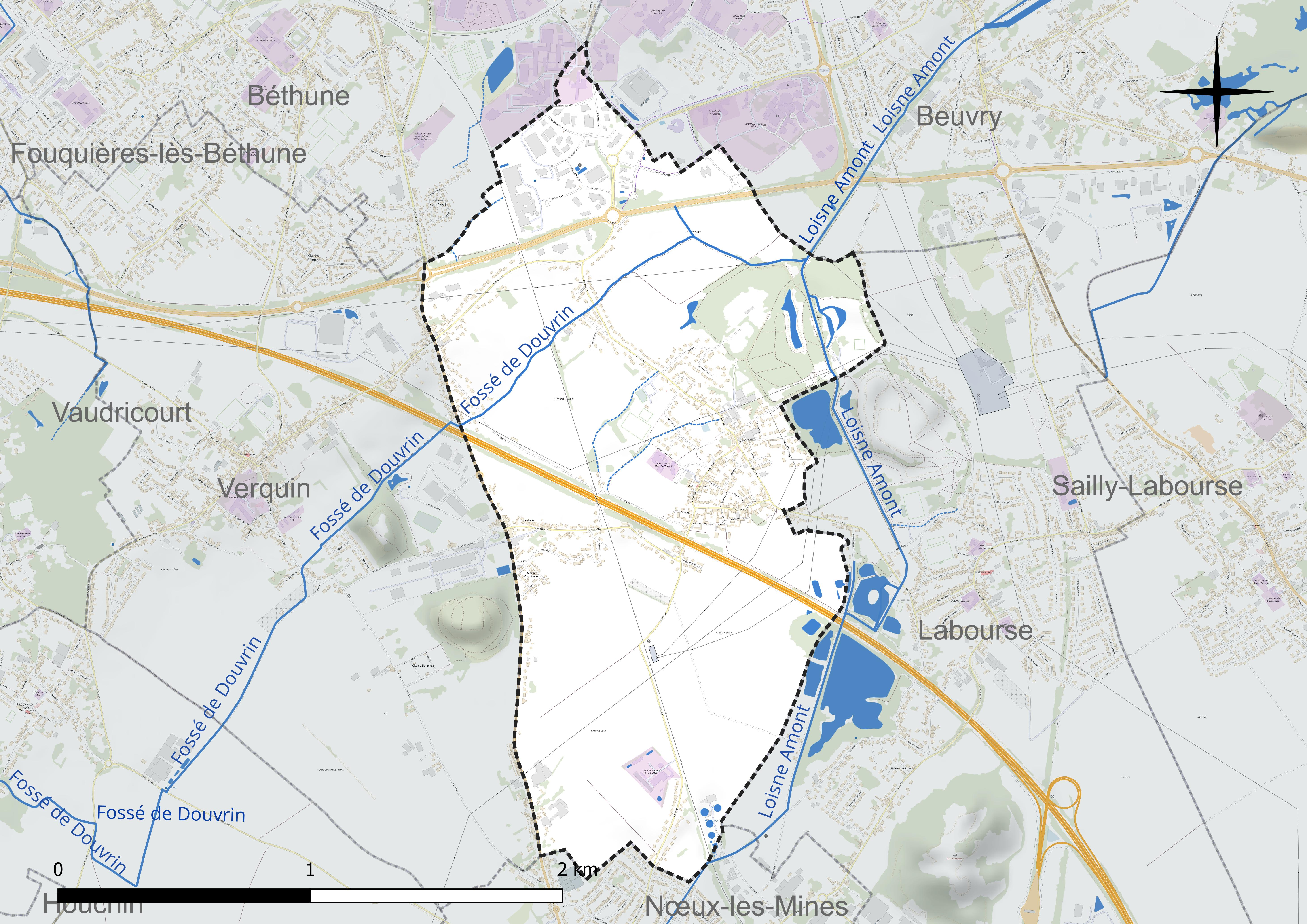
Réseau hydrographique de Verquigneul.

### Milieux naturels et biodiversité

#### Zone naturelle d'intérêt écologique, faunistique et floristique
L’inventaire des zones naturelles d'intérêt écologique, faunistique et floristique (ZNIEFF) a pour objectif de réaliser une couverture des zones les plus intéressantes sur le plan écologique, essentiellement dans la perspective d’améliorer la connaissance du patrimoine naturel national et de fournir aux différents décideurs un outil d’aide à la prise en compte de l’environnement dans l’aménagement du territoire.
Le territoire communal comprend une ZNIEFF de type 1 : le marais de la Loisne. Localisé sur les anciens marais de la Loisne au sud-est de la ville de Béthune et incluant les terrils édifiés sur les mêmes marais, le site a été largement réaménagé en espace de loisirs avec de nombreux étangs de pêche.

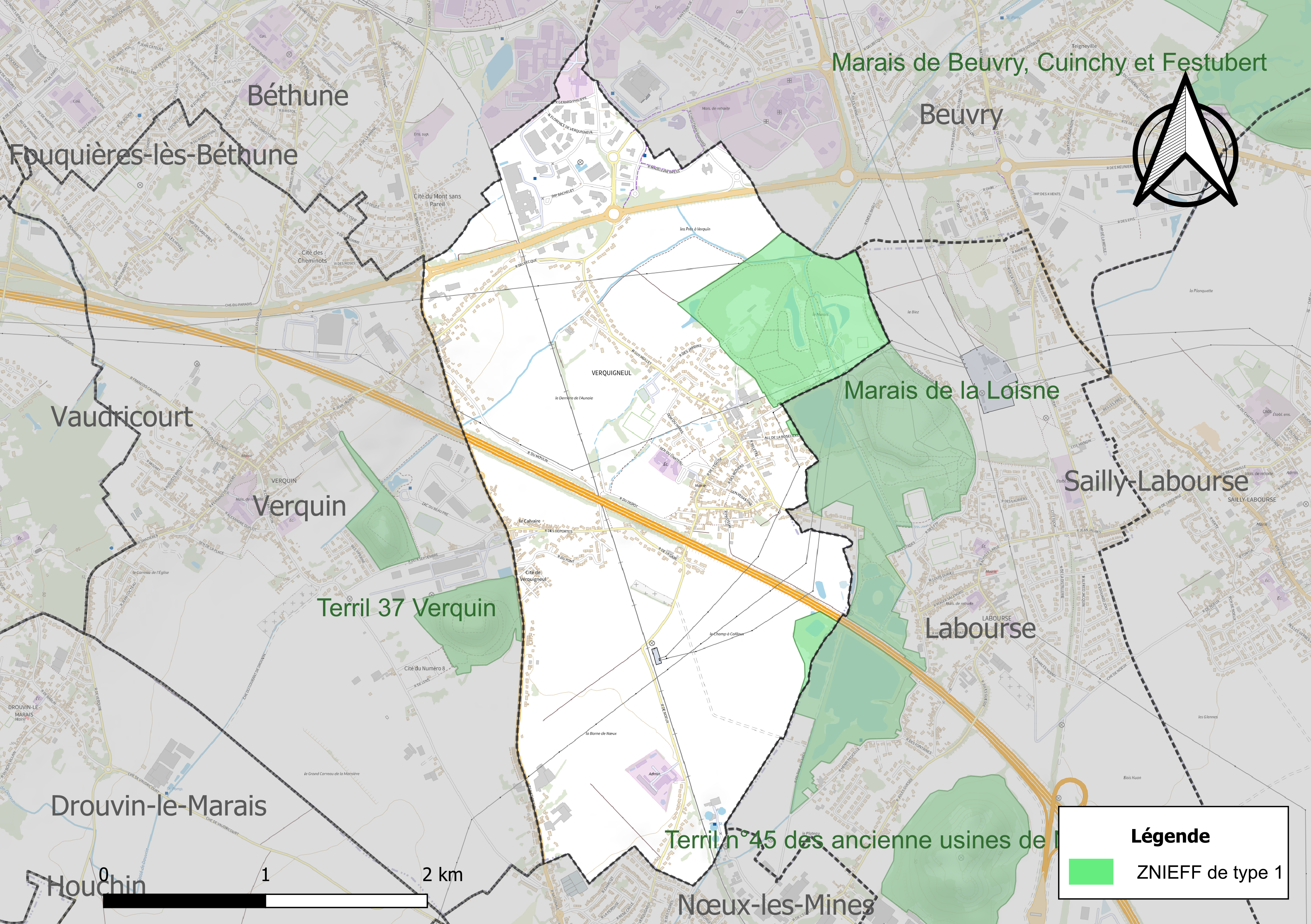
Carte de la ZNIEFF sur la commune.

## Urbanisme

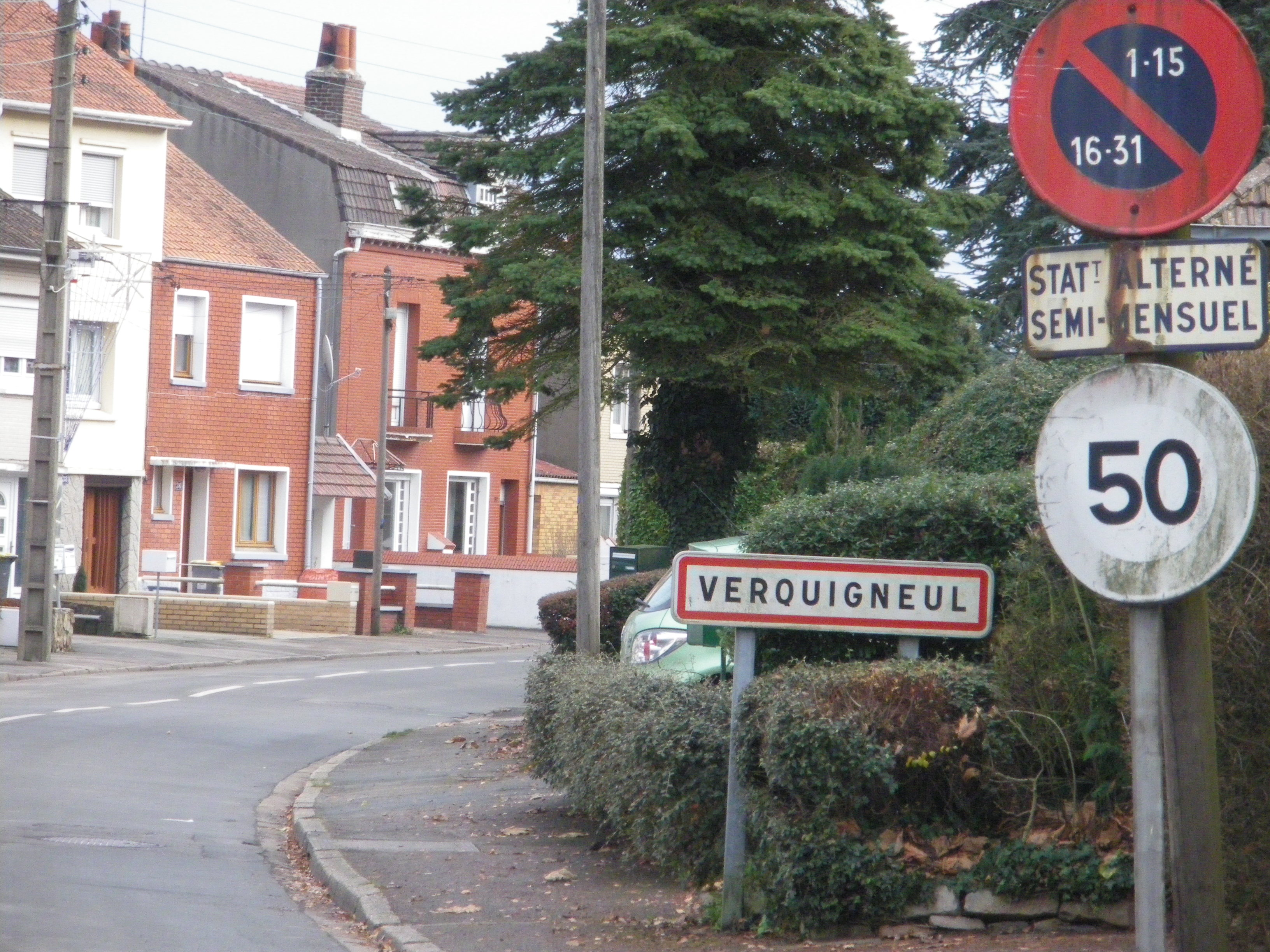
Une entrée de la commune.

### Typologie
Au 1er janvier 2024, Verquigneul est catégorisée ceinture urbaine, selon la nouvelle grille communale de densité à sept niveaux définie par l'Insee en 2022.
Elle appartient à l'unité urbaine de Béthune, une agglomération inter-départementale regroupant 94  communes, dont elle est une commune de la banlieue,,. Par ailleurs la commune fait partie de l'aire d'attraction de Béthune, dont elle est une commune de la couronne,. Cette aire, qui regroupe 23 communes, est catégorisée dans les aires de 50 000 à moins de 200 000 habitants,.

### Occupation des sols
L'occupation des sols de la commune, telle qu'elle ressort de la base de données européenne d’occupation biophysique des sols Corine Land Cover (CLC), est marquée par l'importance des territoires agricoles (58,6 % en 2018), en diminution par rapport à 1990 (65 %). La répartition détaillée en 2018 est la suivante : 
terres arables (58,6 %), zones urbanisées (24,3 %), espaces verts artificialisés, non agricoles (8,5 %), zones industrielles ou commerciales et réseaux de communication (7,8 %), eaux continentales (0,8 %). L'évolution de l’occupation des sols de la commune et de ses infrastructures peut être observée sur les différentes représentations cartographiques du territoire : la carte de Cassini (XVIIIe siècle), la carte d'état-major (1820-1866) et les cartes ou photos aériennes de l'IGN pour la période actuelle (1950 à aujourd'hui).

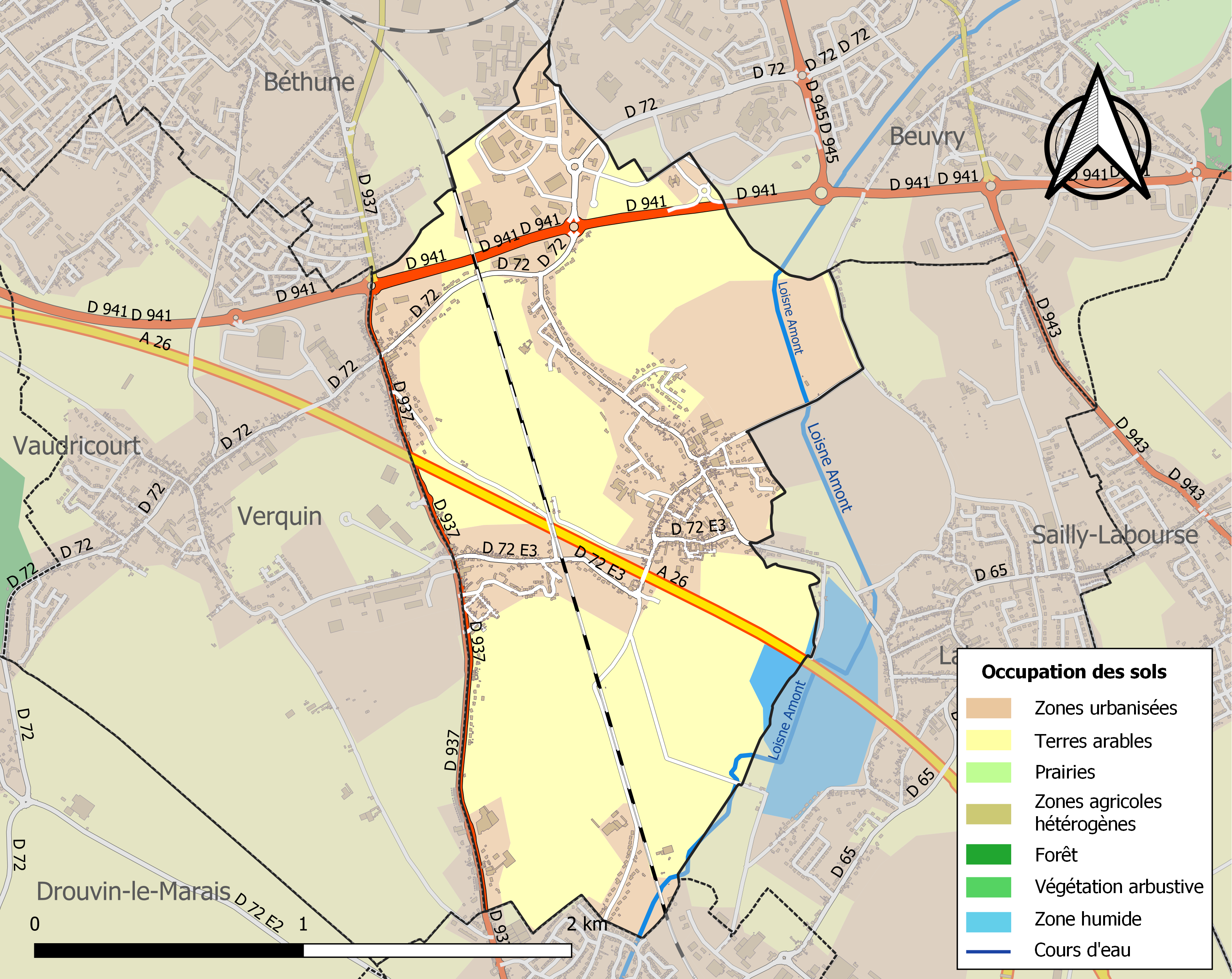
Carte des infrastructures et de l'occupation des sols de la commune en 2018 (CLC).

## Toponymie
Le nom de la localité est ainsi attesté sous les formes : Werkeniul, Werkinnul (1144) ; Verquingnul (1147) ; Werkingnoel (1184) ; Werkinnuel, Verkenuel (1215) ; Werkisel (1227) ; Werkignuel (1261) ; Werkines (1280) ; Werchinel (1305) ; Werkignoel (1306) ; Verkignoeles (1329) ; Weirkegnuel (1331) ; Werquignoel (1341) ; Werkineul (1369) ; Werquigneul (1372) ; Werkingnel (1373) ; Varkingnouel (1380) ; Werquingneul (1400) ; Verquinneheuil (1430) ; Verquineul (1462) ; Werquignoel (1470) ; Verquinoeul (1507) ; Verquenoeul (1640) ; Werquineulle (1724) ; Verquinieulle (1730) ; Werquinœul (1739) ; Werquigneuille (XVIIIe siècle).
Nom de lieu voisin de Verquin avec le suffixe diminutif -eul.

## Histoire
Avant la Révolution française, Verquigneul est le siège d'une seigneurie.
Un incendie endommage le château de Verquigneul en 1708.
Après la Première Guerre mondiale, la commune est décorée de la croix de guerre 1914-1918 par décret du 25 septembre 1920, distinction également attribuée à 276 autres communes du Pas-de-Calais.
L'histoire de Verquigneul est très liée à celle de Béthune. Elle est d'ailleurs rattachée à Béthune de 1990 à 2007. Elle est à nouveau érigée en commune distincte par un arrêté du 9 novembre 2007, prenant effet au 1er janvier 2008. La commune est administrée par une délégation spéciale du 1er janvier 2008 jusqu'aux élections de mars 2008.

## Politique et administration

### Découpage territorial
La commune se trouve dans l'arrondissement de Béthune du département du Pas-de-Calais.

#### Commune et intercommunalités
La commune est membre de la communauté d'agglomération de Béthune-Bruay, Artois-Lys Romane.

#### Circonscriptions administratives
La commune est rattachée au canton de Beuvry.

#### Circonscriptions électorales
Pour l'élection des députés, la commune fait partie de la neuvième circonscription du Pas-de-Calais.

### Élections municipales et communautaires

#### Liste des maires
| Période                                  | Période                     | Identité                 | Étiquette | Qualité                                                    |
| ---------------------------------------- | --------------------------- | ------------------------ | --------- | ---------------------------------------------------------- |
| Les données manquantes sont à compléter. |                             |                          |           |                                                            |
| 1886                                     | 1904                        | Alfred Leleu             |           |                                                            |
| février 1922                             | mai 1929                    | Augustin Tailliez        | SFIO      | Ouvrier mineur                                             |
| Les données manquantes sont à compléter. |                             |                          |           |                                                            |
| mai 1945                                 | 1962 ?                      | Robert Gevaert           | SFIO      | Négociant                                                  |
| 1972                                     | 2001                        | Victor Lemaire           | PS        | Exploitant agricole Maire puis maire délégué               |
| Les données manquantes sont à compléter. |                             |                          |           |                                                            |
| mars 2008                                | mars 2014,                  | Henri Boulet (1939-2023) | DVG-MRC   | Ingénieur en plasturgie Ancien adjoint au maire de Béthune |
| mars 2014                                | En cours (au 11 avril 2022) | Bruno Chrétien           | PS        | Directeur d'unité SNCF, Réélu pour le mandat 2020-2026,    |

### Jumelages
La ville n'est pas jumelée avec une autre commune, de France ou étrangère.

## Population et société

### Démographie

#### Évolution démographique
L'évolution du nombre d'habitants est connue à travers les recensements de la population effectués dans la commune depuis 1793. Pour les communes de moins de 10 000 habitants, une enquête de recensement portant sur toute la population est réalisée tous les cinq ans, les populations de référence des années intermédiaires étant quant à elles estimées par interpolation ou extrapolation. Pour la commune, le premier recensement exhaustif entrant dans le cadre du nouveau dispositif a été réalisé en 2009.

En 2022, la commune comptait 2 013 habitants, en évolution de +6,73 % par rapport à 2016 (Pas-de-Calais : −0,72 %, France hors Mayotte : +2,11 %).
| 1793 | 1800 | 1806 | 1821 | 1831 | 1836 | 1841 | 1846 | 1851 |
| ---- | ---- | ---- | ---- | ---- | ---- | ---- | ---- | ---- |
| 295  | 303  | 398  | 496  | 589  | 610  | 580  | 621  | 619  |

| 1856 | 1861 | 1866 | 1872 | 1876 | 1881 | 1886 | 1891 | 1896 |
| ---- | ---- | ---- | ---- | ---- | ---- | ---- | ---- | ---- |
| 595  | 775  | 609  | 646  | 659  | 628  | 683  | 750  | 755  |

| 1901 | 1906  | 1911  | 1921  | 1926  | 1931  | 1936  | 1946  | 1954  |
| ---- | ----- | ----- | ----- | ----- | ----- | ----- | ----- | ----- |
| 953  | 1 024 | 1 146 | 1 269 | 1 258 | 1 269 | 1 272 | 1 253 | 1 277 |

| 1962  | 1968  | 1975  | 1982  | 1990  | 1999  | 2006  | 2009  | 2014  |
| ----- | ----- | ----- | ----- | ----- | ----- | ----- | ----- | ----- |
| 1 335 | 1 229 | 1 488 | 1 420 | 1 647 | 1 837 | 1 991 | 2 056 | 1 917 |

| 2019  | 2022  | - | - | - | - | - | - | - |
| ----- | ----- | - | - | - | - | - | - | - |
| 2 019 | 2 013 | - | - | - | - | - | - | - |

#### Pyramide des âges
La population de la commune est relativement jeune.
En 2018, le taux de personnes d'un âge inférieur à 30 ans s'élève à 43,0 %, soit au-dessus de la moyenne départementale (36,7 %). À l'inverse, le taux de personnes d'âge supérieur à 60 ans est de 18,1 % la même année, alors qu'il est de 24,9 % au niveau départemental.
En 2018, la commune comptait 1 031 hommes pour 943 femmes, soit un taux de 52,23 % d'hommes, largement supérieur au taux départemental (48,50 %).
Les pyramides des âges de la commune et du département s'établissent comme suit.
| Hommes | Classe d’âge | Femmes |
| ------ | ------------ | ------ |
| 0,1    | 90 ou +      | 0,5    |
| 3,4    | 75-89 ans    | 4,8    |
| 12,8   | 60-74 ans    | 14,6   |
| 22,8   | 45-59 ans    | 22,5   |
| 14,3   | 30-44 ans    | 18,5   |
| 30,8   | 15-29 ans    | 22,2   |
| 15,9   | 0-14 ans     | 16,8   |

| Hommes | Classe d’âge | Femmes |
| ------ | ------------ | ------ |
| 0,5    | 90 ou +      | 1,6    |
| 5,6    | 75-89 ans    | 8,9    |
| 16,7   | 60-74 ans    | 18,1   |
| 20,2   | 45-59 ans    | 19,2   |
| 18,9   | 30-44 ans    | 18,1   |
| 18,2   | 15-29 ans    | 16,2   |
| 19,9   | 0-14 ans     | 17,9   |

## Culture locale et patrimoine

### Lieux et monuments

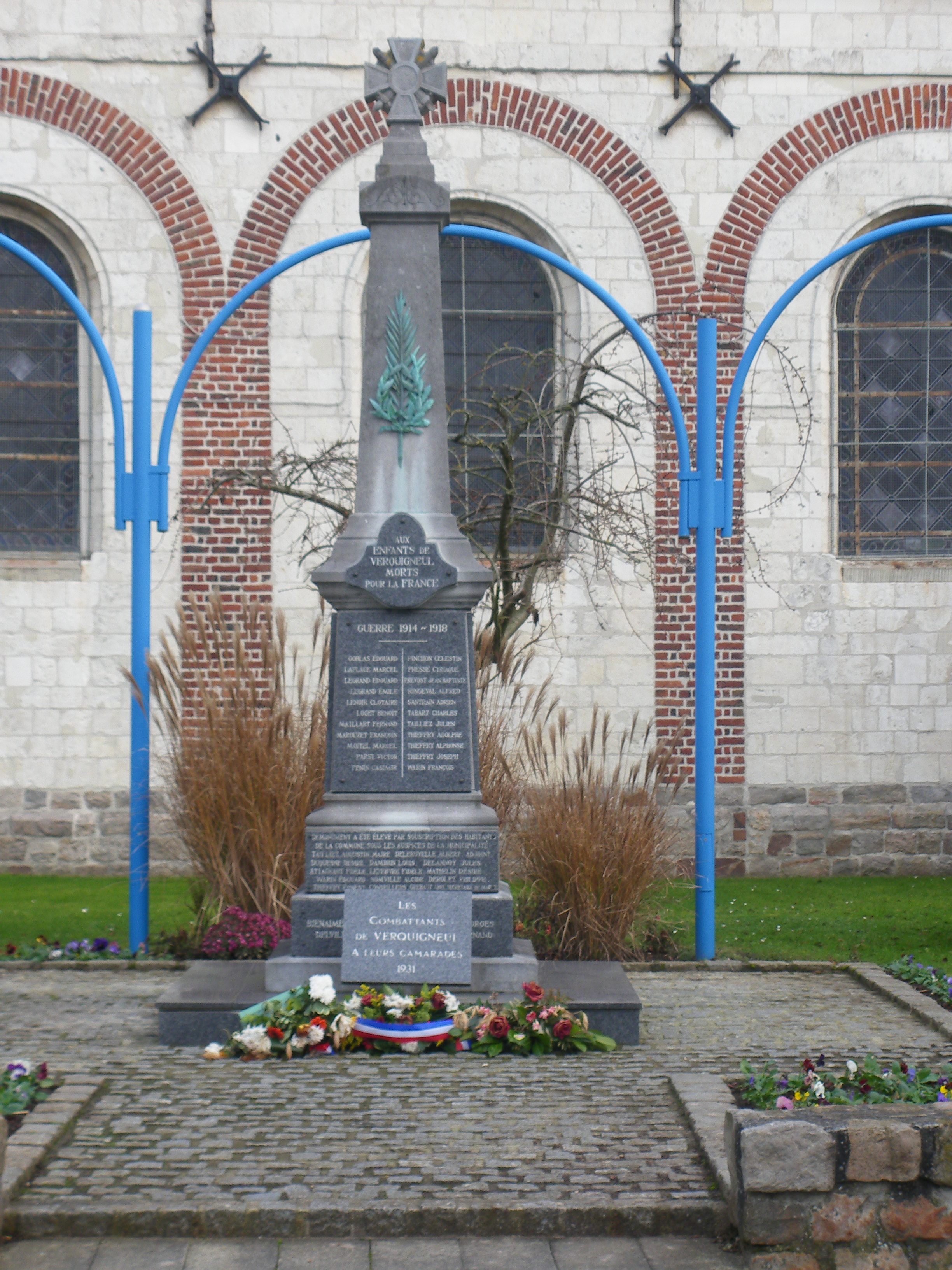
Le monument aux morts.

- Ferme du XVIIIe siècle.
- Église Saint-Vaast du XVIe siècle.
- Monument aux morts.

### Personnalités liées à la commune

#### Seigneurs de Verquigneul
- Barhélémy Le Vasseur, seigneur de Verquigneul, bénéficie en 1562 de lettres données à Bruxelles, érigeant en fief et justice vicomtière (Fief vicomtier) la terre et seigneurie de Houches, tenue du château de Béthune. Barthélémy a fait l'objet le 29 mars 1564 de lettres d'anoblissement données à Madrid par Philippe II. Sont également concernés Guillaume Le Vasseur, son frère, seigneur de Valhuon et Jacques Le Vasseur leur oncle. Ils avaient déjà été anoblis par l'empereur Charles Quint le 7 décembre 1547, alias 10 décembre 1541, pour services rendus dans ses guerres et armées, en tant que gens de guerre et de commissaires de vivres. En 1564, Barthélémy était conseiller et receveur général des ordres d'Artois, son frère Guillaume avait été lieutenant-général dix à vingt ans sous le sieur de Vaux[14].
- Albert Constant de Preudhomme d'Hailly de Verquigneul est fait en janvier 1756, en vertu de lettres données à Versailles, chevalier héréditaire et marquis avec le droit d'appliquer ce dernier titre sur la terre de son choix. Il a été sous-lieutenant d'infanterie et cornette au régiment Royal-Cuirassiers et a participé aux dernières guerres. Il est le fils de Thomas Albert de Preudhomme d'Hailly, aide de camp du maréchal de Villars et du maréchal de Montesquiou, puis mestre de camp de cavalerie dans les armées. Il descend d'une famille noble alliée aux grandes familles de Flandre et d'Artois. Plusieurs membres ont été honorés des titres de chevalier, comte, marquis, mais les titres de la famille ont disparu lors des incendies des châteaux de Verquigneul et d'Auchy en 1708 et 1709. Les de Preudhomme ont été baron de Poucques[15].
- Vers 1756, Antoine Joseph de Preudhomme d'Haillies est marquis de Verquigneul. Il a épousé Catherine Constance Eugénie de Dion. Leur fille Charlotte Joseph Ghislaine épouse un de Wazières seigneur de Roncq mais meurt jeune[34].

## Héraldique
| Armes de Verquigneul | Les armes de Verquigneul se blasonnent ainsi : d'hermine au croissant de sable. |

## Pour approfondir

#### Bases de données, dictionnaires et encyclopédies
- Ressource relative à plusieurs domaines :   - Annuaire du service public français
- Ressource relative à la géographie :   - Insee (communes)
- Notices d'autorité :   - BnF (données)